# Jean De Geer (1675–1740)
Jean De Geer d.y., född 19 juni 1675 i Godegårds församling, Östergötlands län, död 15 juli 1740 i Godegårds församling, Östergötlands län, var en svensk brukspatron.

## Biografi
Jean De Geer föddes 1675 på Godegårds bruk. Han var son till brukspatronen Jean De Geer och Sara Katarina Hovius. De Geer arbetade som brukspatron på bruket och avled där 1740. Han begravdes i familjegraven vid Godegårds kyrka.
Vid ett arvsskife 1704 sålde Jean De Geers änka Sara Skyllbergs bruk till sonen Louis De Geer d.y. medan Godegård och Dammgodset såldes till sonen Jean De Geer d.y. Han bodde först några år på Dammen där han bland annat lät uppföra den första ståndsmässiga mangårdsbyggnaden på 1690-talet. Det var ett rött timrat trähus. Det är i dag det enda återstående huset vid Mariedamms herrgårdspark fast numera reveterat. Efter sin mors död 1714 flyttade han från Mariedamm till Godegård, där han 1719 uppförde den nuvarande mangårdsbyggnaden. Han köpte 1727 egendomen runt Getabo vid Storsjön och anlade där en kvarn i Getaboån 10 år senare. För att hedra sina båda fruars minne beslöt han på 1710-talet att ändra det nybildade godsets namn från Dammen till Mariedam; den 1 januari 1960 ändrades stavningen till Mariedamm. När Godegårds kyrka blev för liten bekostade han 1724 en tillbyggnad och han genomdrev en rad förändringar av kyrkans lokaler, vilket resulterade i att han fick patronatsrätt i församlingen. 

### Familj
De Geer gifte sig första gången 24 juni 1697 på Finspång slott med sin kusin Sara Maria De Geer (1662–1699). Hon var dotter till assessorn Louis De Geer och Jeanne Parmentier. Första äktenskapet blev barnlöst.
De Geer gifte sig andra gången 1705 med Maria Christina von Bülow (1687–1713), dotter av det bremiska lantrådet Hartwig Christoffer von Bülow och friherrinnan Anna Elisabet Erskein, samt dotterdotter av Alexander von Erskein. De fick tillsammans barnen brukspatronen Johan Carl De Geer (1706–1750) Louise De Geer (1707–1707), Beata Christina De Geer (1708–1773) som var gift med kammarherren Carl Gustaf Cedercreutz, Lovisa Vilhelmina De Geer (1709–1786) som var gift med hovjunkaren Axel Gyllenkrok, friherren Otto Vilhelm De Geer af Tervik (1710–1769), kaptenen Alexander De Geer (1712–1771), Hedvig Fredrika De Geer (1713–1783) som var gift med landshövdingen Carl Gustaf Roxendorff och Maria Elisabet De Geer (1713–1791) som var gift med brukspatronen Nils Bergenstråhle.
Han var bror till brukspatronen på Skyllbergs bruk Louis De Geer d.y. (1677–1735) samt halvbror till Abraham Bex, Anna Margarita Bex, Lorentz Bex och Adriana Bex.